# Bart Moeyaert
Bart Peter Boudewijn (Bart) Moeyaert (Brugge, 9 juni 1964) is een Belgisch schrijver en dichter.

## Biografie
Bart Moeyaert groeide op als jongste van zeven zonen. Hij is vernoemd naar de hoofdpersoon van het boek Bartje van Anne de Vries. Zijn tweede en derde naam verwijzen naar de Belgische koning Boudewijn, die Moeyaerts peetoom was, zoals in België  gebruikelijk is bij de jongste van zeven opeenvolgende zonen. Hij ging in het Sint-Leocollege in Brugge naar de lagere school, maar maakte er de middelbare school niet af. Hij volgde een opleiding aan de kunsthumaniora Sint-Lucasschool in Gent (1981), waar hij afstudeerde in 1983. Tot slot studeerde Moeyaert Nederlands, Duits en geschiedenis aan de lerarenopleiding Sint-Thomas in Brussel. Hij studeerde hier af in 1986. Het onderwerp van zijn afstudeerscriptie was het oeuvre van Aidan Chambers, een schrijver die de stijl van Moeyaert in belangrijke mate beïnvloed heeft.
Ondanks zijn leraarsdiploma begon Moeyaert in 1987 freelance te werken voor het tijdschrift de Flair. Hij recenseerde er kinderboeken en vertaalde artikels. Voor het blad maakte hij ook uitgebreidere stukken, zoals een artikel over het leven van Astrid Lindgren. In november 1989 ging hij werken voor uitgeverij Averbode, eerst als corrector, later als redacteur voor de kindertijdschriften van de uitgeverij.
In 2014 werd hij aangesteld door de Raad van Bestuur van het Vlaams Fonds voor de Letteren (VFL) en de Raad van Toezicht van het Nederlands Letterenfonds als intendant van het Gastland Vlaanderen/Nederland op de Frankfurter Buchmesse in 2016.
In 2022 werd hij writer in residence aan de KU Leuven. Hij doceerde in die hoedanigheid vanaf academiejaar 2022-2023 het vak "Creatief schrijven" en was betrokken bij culturele activiteiten.

## Literair werk
Moeyaert debuteerde op 19-jarige leeftijd met het autobiografische Duet met valse noten op 1 oktober 1983 (officiële persvoorstelling op 18 oktober 1983). Dat jaar maakte hij ook zijn radiodebuut in het programma Hartewens op Radio 2, waarin hij zijn gedicht Treurlied om de schepping voorlas. Duet met valse noten werd een jaar later bekroond als beste boek van het jaar door de Kinder- en Jeugdjury. Het werd later vertaald in het Duits, Japans, Catalaans en Hongaars, en groeide uit tot een klassieker. Het werd ook bewerkt tot toneelstuk en er werd een musical van gemaakt. Op 1 oktober 1986, exact drie jaar na de uitgave van zijn eerste boek, verscheen de opvolger Terug naar af. Op 1 maart 1988 verscheen een geschenkboek voor de Vlaamse Jeugdboekenweek van dat jaar (thema: Vriendschap), Het boek van Niete.
Op 1 april 1989 verscheen Mijn tuin uit!, een boek voor beginnende lezers, in opdracht van de uitgeverij Zwijsen. Enkele maanden later verscheen Suzanne Dantine. Samen met dit boek verscheen ook een eerste boekenvertaling door Moeyaert: De Nieuwe Pinokkio, een vertaling uit het Duits van een boek door Christine Nöstlinger. Moeyaert verzorgde later nog meer vertalingen uit het Duits, Frans en Engels. In 1991 verscheen Kus me. Dit was het eerste boek van Moeyaert dat in een andere taal vertaald werd. Op 15 oktober 1993 verscheen het in Duitsland als Küss mich bij Ravensburger Verlag. Daarna verscheen bijna jaarlijks een nieuw boek van Moeyaert. In 1995 verscheen Moeyaerts eerste prentenboek Afrika achter het hek, met illustraties van Anna Höglund.
Moeyaert schreef ook gedichten. In 1999 experimenteerde hij met dichten in Let's stick together, een boek met foto's en acht gedichten over de liefde. In 2001 verscheen het gedicht "Klein" op de zijgevel van HETPALEIS aan de Meistraat in Antwerpen. Op 25 augustus 2003 debuteerde hij met zijn eigen dichtbundel Verzamel de liefde. Twee en een half jaar later, op 26 januari 2006, werd hij aangesteld als stadsdichter van Antwerpen, een functie waarin men in een tijdsbestek van twee jaar minimaal twaalf gedichten moet schrijven over de actualiteit in Antwerpen. Gedichten die Moeyaert uitbracht in zijn functie als stadsdichter gingen dus vaak over gebeurtenissen in de periode van begin 2006 tot eind 2007 - zo ging "Vrouw en Kind" over de moorden die rond die tijd in Antwerpen plaatsvonden, "Kies" over de verkiezingen van 2006 en "Eerste lezers" over de Boekenbeurs - of over Antwerpen zelf, zoals "Vuurtoren", waarbij Moeyaert de Antwerpse Boerentoren laat fungeren als vuurtoren. In zijn andere gedichten is het centrale thema meestal de liefde.
Moeyaert schreef eveneens enkele toneelstukken en scenario's. In 1990 schreef hij zijn eerste musical (een bewerking van zijn boek Duet met valse noten) in opdracht van Theater Leen Persijn en in 1995 werd de verfilming van zijn eerste scenario (Maria zorgt voor ons) uitgezonden. In 1999 ging het theaterprogramma Broere, met Moeyaert en Caroline Deutman in première en in 2000 werd Moeyaerts tweede scenario (Mijn hart dat tikt) uitgezonden. Een jaar later verscheen Moeyaerts toneelstuk Rover, dronkeman in opdracht van Theater Luxemburg.
Zelf stond Moeyaert steeds vaker op het podium als voorlezer/auteur (in Broere), als verteller (in De Schepping en in Olek schoot een beer) en een enkele keer als acteur (in Bremen is niet ver). In 1995 schreef Moeyaert in opdracht van De Standaard Magazine, het weekendmagazine van de krant De Standaard, een eerste artikel over design. Tot 31 oktober 1997 verscheen elke maand een stuk. In september 2000 schreef hij voor De Standaard Magazine verhalen over De gans en zijn broer, met Gerda Dendooven als illustratrice. Tot 25 juni 2002 verscheen er tweewekelijks een verhaal.
Moeyaert schreef het Boekenweekgedicht 2022 'Kortom' bij het thema 'Eerste liefde'.

## Prijzen
- de Boekenwelp voor Een kuil om in te wonen, Voor altijd, altijd, Mansoor, De brief die Rosie vond, en Dani Bennoni (resp. in 1991, 1993, 1997, 1998, 2005)
- de Boekenleeuw voor Kus me, Blote handen, Het is de liefde die we niet begrijpen, De Schepping, De Melkweg en Wie klopt daar? (resp. in 1992, 1996, 2000, 2004, 2012, 2013)
- de Zilveren Griffel voor Blote handen, Het beest heet Mona, De Schepping, Wie klopt daar? en Tegenwoordig heet iedereen Sorry (resp. 1996, 2002, 2004, 2013 en 2019)
- de Prijs van de Kinder- en Jeugdjury voor het boek in Vlaanderen 13 t/m 15 jaar voor Duet met valse noten (1984)
- de Prijs van de Vlaamse Gemeenschap voor Jeugdliteratuur (tegenwoordig: de Ultima) voor Blote handen (1996)
- de Deutsche Jugendliteraturpreis voor Blote handen (1998)
- de Norske Oversetterpremien voor Blote handen (1998)
- de Woutertje Pieterse Prijs voor Broere: de oudste, de stilste, de echtste, de verste, de liefste, de snelste, en ik (2001)
- de Gouden Uil voor Luna van de boom
- de Nienke van Hichtumprijs voor Dani Bennoni (2006)
- de Astrid Lindgren Memorial Award (2019), een van de grootste internationale oeuvreprijzen voor jeugdliteratuur[9]
- Publieksprijs van De Boon voor Kinder- en Jeugdliteratuur 2023 voor Morris. Samen met illustrator Sebastiaan Van Doninck.
- de Henriëtte de Beaufort-prijs 2025 voor Een ander leven